# Gluta papuana
Gluta papuana är en sumakväxtart som beskrevs av Ding Hou. Gluta papuana ingår i släktet Gluta och familjen sumakväxter. Inga underarter finns listade i Catalogue of Life.